# Luigi Frari

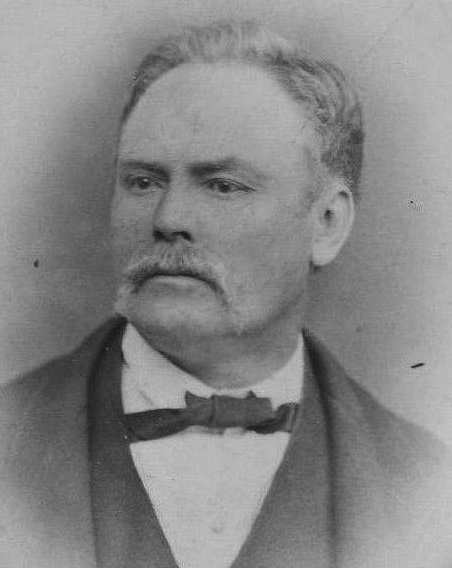
Luigi Frari

Luigi Frari (in latino Aloysius Frari; in croato: Lujo Frari; Sebenico, 1813 – Sebenico, 1898) è stato un politico italiano della città dalmata di Sebenico, membro di una localmente nota famiglia di medici.

## Vita
Suo nonno fu il rinomato Giuseppe Frari, mentre lo zio fu Angelo Antonio Frari: entrambi medici ed epidemiologi sebenicensi di ascendenze trevigiane.
Come tutti i medici della famiglia, dopo aver terminato gli studi medi nella città natale si laureò presso l'Università di Padova, ove produsse la sua prima opera di un certo rilievo: De rabie canina (Vienna, 1840), che gli procurò una discreta fama. In quest'opera dedicata alla rabbia il Frari incluse una storia della malattia, la sua epidemiologia, i modi di infezione, le metodiche di prevenzione, i sintomi nonché le profilassi ed i trattamenti dell'epoca. Per quanto interessante, l'opera però non deriva dalle dirette osservazioni scientifiche del giovane Frari, ma da una collazione di precedenti studi pubblicati.
Analogamente ai suoi avi, Luigi Frari occupò il posto di "primario" (capo dei medici municipali) a Sebenico, ma ben presto iniziò ad occuparsi di politica, e soprattutto per questo suo impegno egli viene oggi ricordato.

## Il politico
La famiglia Frari simpatizzò fin dalla sua fondazione col Partito autonomista, che si batteva per il mantenimento della separazione del Regno di Dalmazia dal Regno di Croazia e Slavonia, nel quadro dell'Impero austro-ungarico, in contrapposizione al Partito Popolare Croato, che voleva l'unificazione con il Regno di Croazia e Slavonia. Contestualmente, gli autonomisti tendevano ad identificare i dalmati come una nazione con le sue proprie peculiari caratteristiche etnico-culturali: in particolare, intendevano salvaguardare la preminenza dell'utilizzo della lingua italiana nel paese, che dall'inizio della dominazione napoleonica - successivamente alla caduta della Repubblica di Venezia - era stata definita lingua ufficiale: tale preminenza venne in seguito riconosciuta anche dagli austriaci, fino agli ultimi decenni del XIX secolo.
Luigi Frari fu quindi deputato autonomista alla Dieta della Dalmazia fra il 1867 e il 1870, nonché podestà di Sebenico. Nel corso del suo mandato, egli si sforzò di migliorare le strutture cittadine, con particolare attenzione alla situazione sanitaria, descritta dal proprio avo Giuseppe qualche decennio prima in termini disastrosi.
Nel 1870 lo troviamo a presiedere la Società del Teatro di Sebenico: un'associazione di prominenti cittadini che fondò il primo teatro di Sebenico, col nome di Teatro Mazzoleni. Nel 1872 si adoperò contro la prospettata abolizione della diocesi di Sebenico, rivolgendo un appello direttamente all'imperatore Francesco Giuseppe I d'Austria. Fu amico e corrispondente di Niccolò Tommaseo, che aiutò nella raccolta di canti popolari del circondario di Sebenico, collazionati dal grande scrittore dalmata-italiano nel corso di decenni.
Morì a Sebenico nel 1898, due anni dopo l'inaugurazione di un grande monumento a Tommaseo in città, alla quale partecipò con un indirizzo di approvazione. Un sonetto anonimo in onore di Luigi Frari, nel quale si onorava il "marito, padre, cittadino, fratello" è conservato a Zagabria. Lo stesso testo si ritiene fosse pubblicato nel giornale zaratino Il Dalmata.

## Identificazione nazionale
Così come per i suoi illustri parenti, in anni recenti Luigi Frari venne identificato come "croato" da alcuni storici di quel paese. Ciò a dispetto della storia personale sua - che lo vide addirittura militare nel partito identificato come "italiano" della Dalmazia dagli stessi croati della regione suoi contemporanei - e della sua famiglia. È da notare che non risulta alcuno scritto del Frari in lingua croata.